# 颱風嘉曼 (1974年)
颱風嘉曼（英語：Typhoon Carmen，菲律賓大氣地球物理和天文服務管理局：Tering）為1974年太平洋颱風季其中一個被命名的熱帶氣旋，亦是少數在10月影響南海北部的颱風。受嘉曼影響，香港及澳門需連續兩年懸掛第二高的九號熱帶氣旋警告信號。風暴於10月14日在菲律賓海海面形成，形成後進一步發展成為颱風，又朝向菲律賓中部並登陸。嘉曼影響菲律賓期間受地形影響一度減弱，但進入南海後重新組織，然而在接近珠江口沿岸的一刻，卻受到在廣東省的冷空氣影響突然西折，沒有登陸，並且於10月20日在上川島以南海面消散，生命期維持約六日。嘉曼為菲律賓造成至少13人死亡、9人受傷，經濟損失6,400萬比索；它對華南地區帶來的破壞不輕，但是隨著其帶來雨水紓緩旱情，反而促使香港政府全面撤銷該年的制水措施。

## 氣象歷史
一個熱帶低氣壓於10月14日在菲律賓馬尼拉之東南偏東805公里的菲律賓海海面形成，形成後即以時速大約13公里向西移動，朝向菲律賓中北部。菲律賓大氣地球物理和天文服務管理局基於此熱帶低氣壓在菲律賓責任區內形成，隨即對它進行監測及給予其菲律賓名稱「Tering」。翌日，此系統轉為西北方向移動，皇家香港天文台及美國聯合颱風警報中心皆將它升格成為熱帶風暴，其中後者將它命名為嘉曼，中央氣象局同日升為輕度颱風。香港天文台在同日再將嘉曼升為強烈熱帶風暴。嘉曼到10月16日進一步增強，香港天文台經氣象衛星雲圖分析指出它的相關環流組織良好，其後又收到偵察機報告指其中心氣壓持續下降，於是天文台追隨美方將其升格成為颱風，中央氣象局則在同日將其升格成為中度颱風。
嘉曼在同日維持西北方向，並登陸呂宋中部，它於同日稍後時間出海，進入南海北部。嘉曼受菲律賓地形影響，結構受損，亦遭到美方降格為熱帶風暴，不過它因移到南海海面而得以重新組織，美方之後重新將嘉曼升格為颱風，至於香港天文台及中央氣象局則分別維持它的颱風及中度颱風等級。10月17日較後時間，嘉曼穩定地移到珠江口以南海面，時速加快至近17公里，香港天文台認為其螺旋雲帶仍有發展，且持續增強。香港天文台的天氣雷達在10月18日拍攝到嘉曼的氣旋中心，其風眼直徑近100公里，同時顯示嘉曼轉向西北偏北，更接近珠江口，不過美方及中央氣象局卻於同日分別將其再次降格為熱帶風暴及輕度颱風。當時廣東省正受到冷空氣盤據，嘉曼受冷空氣影響，在臨近珠江口沿岸時突然西折，沒有登陸，並且在10月19日日間開始快速減弱，美方及中央氣象局在一日內，皆將其降格為熱帶低氣壓，至於香港天文台則將其降格為熱帶風暴。在翌日，香港天文台認為嘉曼在上川島以南海面減弱為低壓區。

## 影響

### 菲律賓
嘉曼登陸呂宋中部後影響菲律賓部分地區，馬尼拉低窪地區因連日大雨而出現水浸，一輛公車在雨中行走時滑倒，有35人傷；在其南面的民都洛島，包含聖若瑟市在內的部分城市，水深達到四至五英尺，道路及橋樑嚴重受損；而碧瑤市一些住宅區出現山泥傾瀉。據法新社表示，當地有一位六歲女童及其16歲兄長因颱風引致的山泥傾瀉而喪命，另有兩個家庭的部分成員受傷。菲律賓官方在事後統計指出，風暴在全國造成13人死亡、9人受傷，7,766戶共28,486人受災，經濟損失6,400萬比索。

### 香港
- 當地評定巔峰強度分級：（HKO）
- 當地評定最大持續風速：130每小時（36每秒；70節）（十分鐘）
- 當地懸掛之最高熱帶氣旋警告信號： 九號烈風或暴風風力增強信號
- 最接近當地時間：1974年10月19日早上9時
- 最接近當地位置：天文台總部香港之西南偏南約130公里（破風暴中心距離天文台總部最遠之九號信號紀錄）

天文台在10月17日早上10時55分懸掛一號戒備信號，隨着嘉曼直趨華南沿岸，天文台在同日下午4時30分改掛三號強風信號，當時嘉曼晚間穩定地向西北移動。因為嘉曼北向量增加，朝向珠江口推進，天文台在10月18日早上10時10分改掛八號東北烈風或暴風信號。嘉曼晚間開始轉向西北偏北移動，更接近香港，10月19日清晨4時30分，天文台改掛九號烈風或暴風風力增強信號。嘉曼在早上9時左右最接近香港，當時位於香港之西南偏南約130公里，是歷來風暴中心距離香港最遠的九號信號。受到一股清涼及乾燥的偏北氣流影響，嘉曼開始轉向西緩慢地移離香港，預料香港風力不會進一步增強，天文台在早上11時正改掛八號東南信號，再在同日下午3時正改掛三號信號。嘉曼持續受該氣流入侵，在10月20日早上在上川島以南減弱成一低壓區，所有信號在當日早上10時正除下，以上時間均為夏令時間。
因應颱風來襲，教育司署宣佈全港學校10月18及19日停課，外匯銀行公會宣佈全港銀行暫停營業，四大證券交易所及金銀業貿易場當日下午開始停止買賣，部分海上航線停止服務及部分空中航班取消，陸上交通及九廣鐵路也僅提供有限度服務直到晚上陸續停止。政府部分部門也派人手維持緊急服務並作出戒備，同時開放各區防風庇護站供有需要人士暫住。嘉曼為香港帶來連日暴雨，有一名從中國大陸游泳偷渡的青年，在九號信號懸掛期間被發現躺在尖鼻咀沙灘上，送醫後被證實不治，另有一名少女在錦田被洪水沖走。
風暴引致港九市區及新界低窪地區出現嚴重水浸，另外當局也接獲不少山泥傾瀉或道路受損報告，亦有船隻斷錨及兩船互撞事故，但以上皆無人受傷。大坑道麗星樓後面的山坡因風暴引致嚴重山泥傾瀉事件發生，地下停車場遭山泥淹沒，麗星樓數百戶居民一夜之間需要疏散。柴灣邨附近的第三區安置區因風暴影響，遭海水海入並出現水浸，800名居民需要撤至附近警署及柴灣邨等地暫避，後來撤離人數增至逾千名，事後安置區內滿佈泥濘，不少民居內一片狼藉。十多日後颱風伊蘭吹襲香港，天文台再度懸掛八號信號，由於嘉曼及伊蘭均帶來豐沛雨水，創天文台成立以來十月份最多雨量紀錄，又帶來220億加侖的可觀食水量，工務司署水務處宣佈全面撤銷該年的制水措施。

### 澳門
當地懸掛之最高熱帶氣旋信號： 九號風球
澳門氣象台於10月19日早上7時15分懸掛九號風球，至同日下午2時15分改懸八號風球，再於同日下午4時30分改懸三號風球。在熱帶氣旋影響期間，嘉樂庇總督大橋一度關閉，直至改懸三號風球後，即19日下午6時30分才恢復行車。大部分商店暫停營業，澳門市面一度癱瘓，海上皇娛樂公司亦一度關閉，直至19日晚上才恢復營運，而葡京則未受影響。此外，回力球及逸園跑狗賽事亦因嘉曼影響而暫停。三號風球最後在10月20日上午8時30分卸下，市面逐漸恢復正常，除了部分農田魚塘有損失外，全澳受破壞程度不大。

### 中國大陸
- 當地評定巔峰強度分級：（CMA）
- 當地評定最大持續風速：35每秒（68節；130每小時）（二分鐘）
- 當地評定中心最低氣壓：974百帕斯卡（28.76英寸汞柱）

據中國大陸廣東省氣象台紀錄，該年「第廿二號颱風」（7422號颱風，指嘉曼）雖然沒有登陸廣東，但廣東沿岸尤其是台山縣周圍都受到其環流影響。颱風吹襲期間全省有44個縣市出現八級風，十個縣市出現十級風，同時有73個縣市出現暴雨，35個縣市出現大暴雨，其中惠東縣在10月19日降下特大暴雨，達323.8毫米。其後數日內受到颱風和冷空氣的共同影響，廣州市和韶關地區降至攝氏20度及以下，晚稻產量受此影響而減少，另外水稻受淹面積達21.5萬公頃。

## 熱帶氣旋警告使用紀錄

### 香港
| 皇家香港天文台 熱帶氣旋警告信號 | 皇家香港天文台 熱帶氣旋警告信號 | 皇家香港天文台 熱帶氣旋警告信號 |
| ------------------------------- | ------------------------------- | ------------------------------- |
| 上一熱帶氣旋                    | 八號東北烈風或暴風信號          | 下一熱帶氣旋                    |
| 颱風黛蒂                        | 八號東北烈風或暴風信號          | 颱風艾琳                        |
| 颱風黛蒂                        | 九號烈風或暴風風力增強信號      | 颱風愛茜                        |
| 颱風波密拉                      | 八號東南烈風或暴風信號          | 颱風愛茜                        |
| 颱風黛蒂                        | 八號烈風或暴風信號              | 颱風艾琳                        |

### 澳門
| 澳門氣象台 熱帶氣旋信號 | 澳門氣象台 熱帶氣旋信號 | 澳門氣象台 熱帶氣旋信號 |
| ----------------------- | ----------------------- | ----------------------- |
| 上一熱帶氣旋            | 九號風球                | 下一熱帶氣旋            |
| 颱風黛蒂                | 九號風球                | 颱風愛茜                |

## 註腳
1. ↑  本文所有金額按當年幣值計算。
2. ↑  包括日本氣象廳在內的全世界大部分區域專責氣象中心採用十分鐘持續風速衡量熱帶氣旋強度，但美國的聯合颱風警報中心採用一分鐘持續風速，兩個數值的換算比約為1比1.14。[5]

## 外部連結
- 1974年熱帶氣旋年刊 （页面存档备份，存于），皇家香港天文台
- 民國六十三年北太平洋西部颱風概述 （页面存档备份，存于），交通部中央氣象局